# نهنگ خلبان باله‌بلند
نهنگ خلبان باله‌بلند (دلفین گوی‌سر باله‌بلند هم نامیده شده) یکی از دو گونه آب‌باز عضو سرده گوی‌سرها از خانواده دلفین‌های اقیانوسی است.
این آبزی، بدنی سیاه و شکمی سفید دارد و دارای سر کروی و بدن مخروطی و دم بلند است که بالهٔ شنایش یک‌پنجم بدن است.

## توصیف ظاهری

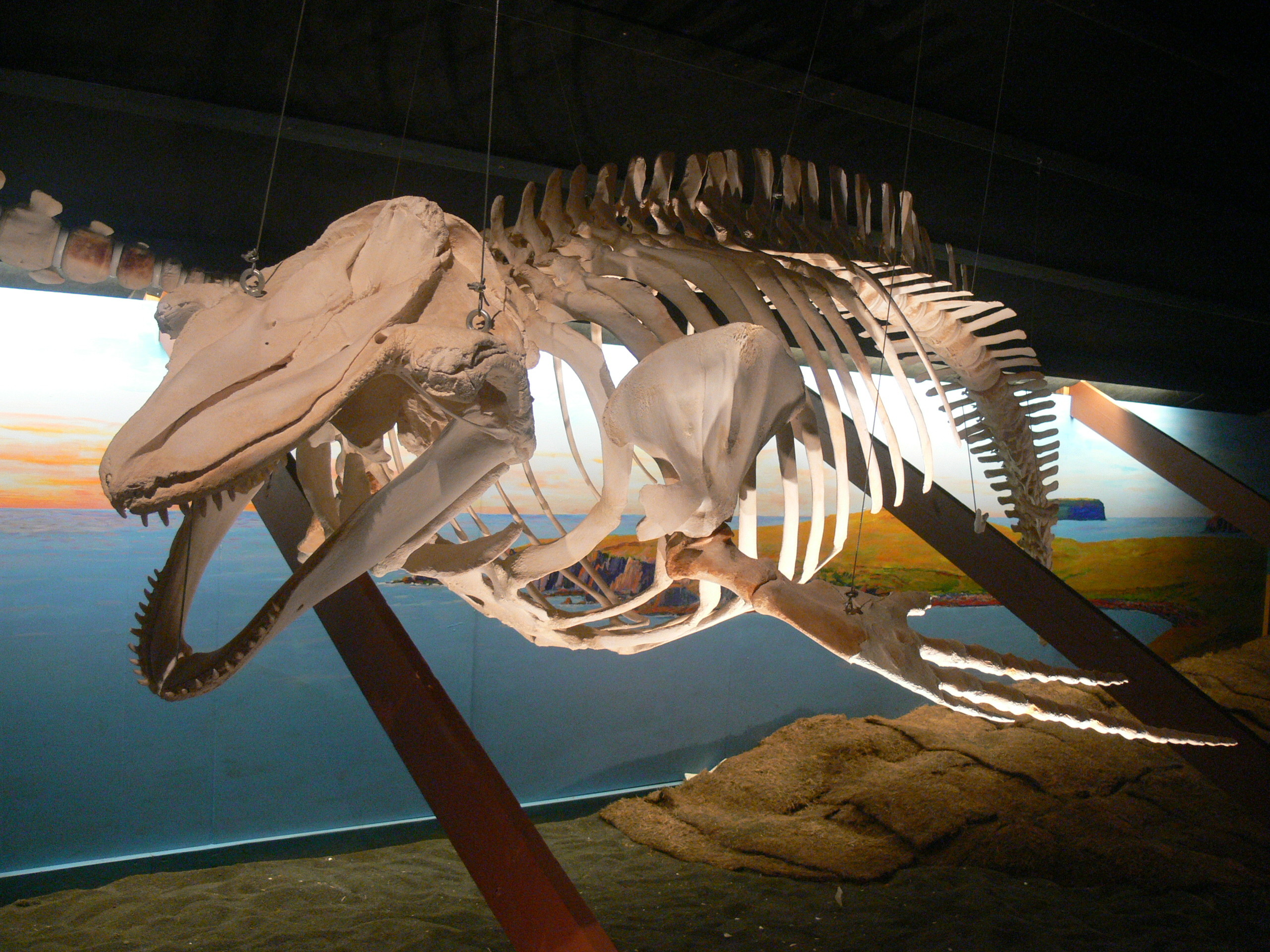
اسکلت یک نهنگ خلبان باله‌بلند.

همانند نهنگ قاتل، نهنگ خلبان باله‌بلند در اصل یک دلفین است. این جانور دارای سری گرد و لامپ‌وار است به رنگ سیاه یا خاکستری تیره با نشانه‌های خاکستری یا سفید بر گلو و شکم و گاه پشت بالهٔ پشتی و چشم. بالهٔ پشتی داس‌شکل است. باله‌های بلند کناری نزدیک ۱۵ تا ۲۰ درصد طول کلی بدن هستند. این دلفین در گذشته گاه با نام سرقابلمه‌ای خوانده می‌شد چرا که در آن زمان شکارچیان نهنگ را به یاد قابلمه‌های آشپزی سیاه رنگ می‌انداخت. نهنگ‌های خلبان باله‌بلند ماده در ۶ تا ۷ سالگی به بلوغ جنسی می‌رسند و در این هنگام طولشان به ۳٫۷ متر می‌رسد. برای نرها اما نزدیک به دو برابر این زمان طول می‌کشد تا به بلوغ جنسی در ۱۲ سالگی برسند. طول نرهای بالغ نیز به ۴٫۶ متر می‌رسد. یک نهنگ بالغ وزنی میان ۱٫۸ تا ۳٫۵ تن دارد.

## رفتار

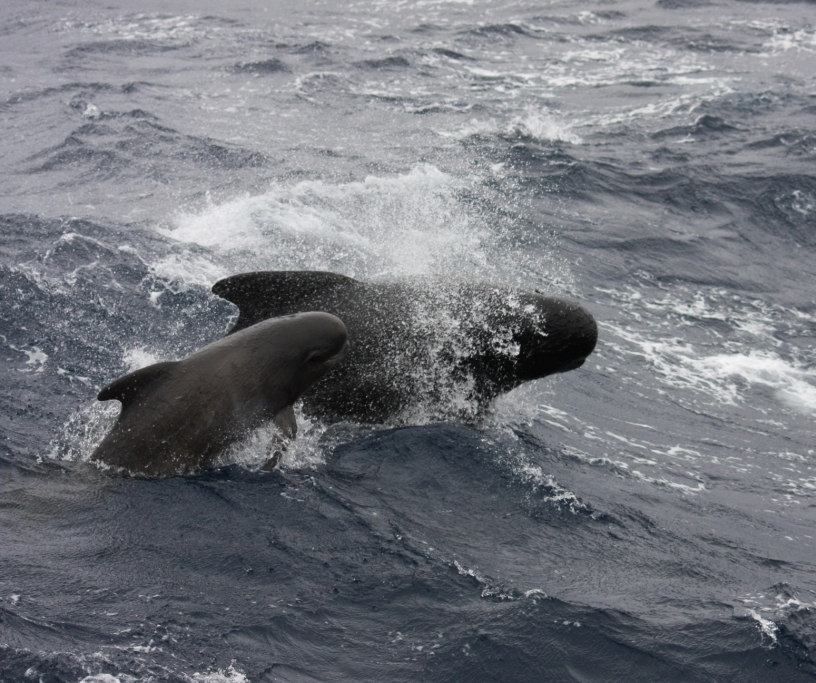
نهنگ خلبان باله‌بلند ماده به همراه فرزندش، ایرلند.

نهنگ‌های خلبان باله‌بلند بسیار اجتماعی و خانواده‌مدار هستند و در گروه‌هایی که تعداد اعضایشان گاه به صد عدد عضو هم می‌رسد، زندگی می‌کنند. همانند نهنگ‌های قاتل، یک ماده غالب رهبری گروه‌ها را بر عهده می‌گیرد. این گروه‌ها با دلفین‌های پوزه‌بطری معمولی، پهلوسفید و یونس ارتباط برقرار می‌کنند. یک نهنگ بالغ به نزدیک به ۵۰ کیلوگرم غذا در روز نیاز دارد که بیشتر آن از سرپایان و اندکی از ماهیان تأمین می‌شود. نهنگ‌های خلبان معمولاً پیش از هر شیرجه طولانی مدت، چند دقیقه‌ای برای نفس‌گیری روی آب سپری می‌کنند. به زیر آب رفتن‌های به منظور شکار غذا گاه تا بیش از ده دقیقه طول می‌کشند. آن‌ها می‌توانند تا اعماق بیش از ۶۰۰ متر به درون آب روند، با این حال بیشتر در اعماق ۳۰ تا ۶۰ متر شنا می‌کنند.
مدت زمان بارداری ۱۲ تا ۱۵ ماه است و بارداری هر ۳ تا ۵ سال پدید می‌آید. به گونه تقریبی، بچه‌ها در هنگام زایمان ۱٫۸ متر طول و ۱۰۲ کیلوگرم وزن دارند. بیشتر بچه‌ها در تابستان به دنیا می‌آیند، با این حال تولد در دیگر زمان‌های سال نیز به وقوع می‌پیوندد. نرها در هنگام جفت‌گیری با رقیبان خود درگیر می‌شوند و به هم ضربه وارد می‌کنند یا همدیگر را گاز می‌گیرند. این رفتارها در هنگام آمیزش نیز دیده شده و بعضی از ماده‌ها با زخم‌های ناشی از این رفتار نرها دیده شده‌اند. ماده‌های دارای فرزند در سن ۵۵ سالگی و نیز ماده‌هایی که در ۶۱ سالگی از فرزندان خود مراقبت می‌کرده‌اند، دیده شده‌اند. شواهد نشان می‌دهند که نهنگ‌های خلبان باله‌بلند ماده از واپسین فرزند خود تا زمان بلوغ جنسی (در نرها تا ۱۰ سالگی) نگهداری و مراقبت می‌کنند.

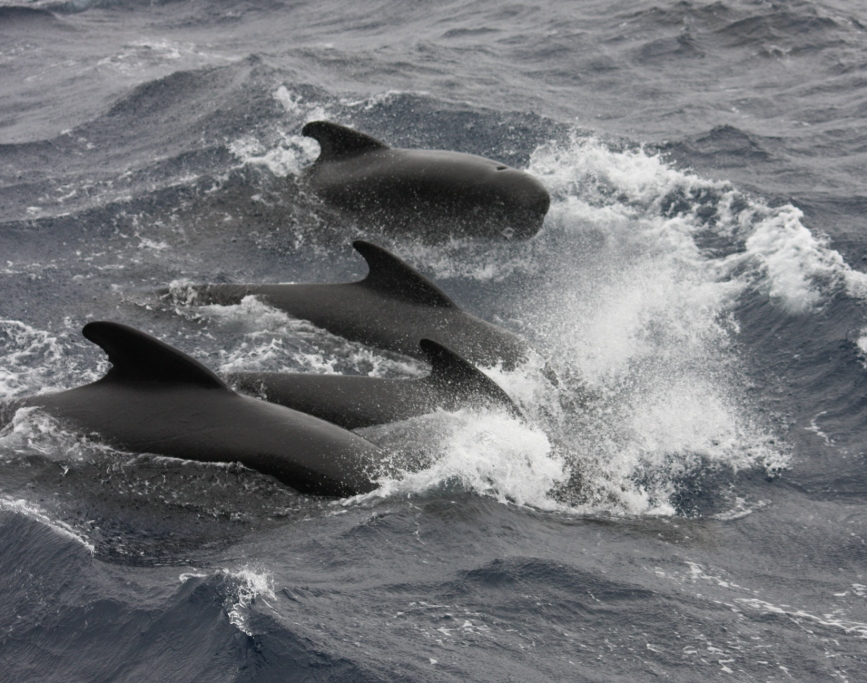
نهنگ‌های خلبان باله‌بلند، ایرلند.

ارتباط و موقعیت‌یابی صوتی توسط صداهایی با دامنه صوتی بالا از ۳ تا ۸ کیلوهرتز انجام می‌شود. این صداها ۱۴ تا ۴۰ بار در دقیقه تولید می‌شوند.
نهنگ‌های خلبان باله‌بلند بسیار فعال هستند. برای نمونه، اغلب با بیرون آوردن دم خود از آب و کوباندن آن به سطح آن، صداهای بلندی تولید می‌کنند یا با بیرون آوردن عمودی سر از آب به شناسایی محیط اطراف می‌پردازند. جوان‌ترها اغلب خود را به بیرون آب و سطح آن پرتاب می‌کنند. ماده‌های کامل بالغ نیز این کار را انجام می‌دهند، اما انجام این کار در میان نرهای بالغ بسیار کمیاب است. نهنگ‌های خلبان باله‌بلند گاه خود را بر روی کرانه پرتاب می‌کنند و به دلیل روابط بسیار محکم خانوادگی میانشان، هنگامی که یکی از اعضا چنین کاری انجام دهد دیگران نیز به دنبال آن خود را به کرانه می‌اندازند. این نهنگ‌ها همچنین در حال نگهداری از بچه‌های ماده‌های دیگر هنگامی که برای تغذیه به اعماق آب می‌روند، دیده شده‌اند. در خلیج سنت لورنس در کانادا، دیده شدن یک ماده در حال نگهداری هم‌زمان از سه بچه گزارش شد.

## یادداشت
1. ↑  فرهنگستان زبان فارسی.